# 神戸西本線料金所
神戸西本線料金所（こうべにしほんせんりょうきんじょ）は、兵庫県神戸市西区にある神戸淡路鳴門道上り（三木ジャンクション方面）神戸西インターチェンジの本線上に設置されている本線料金所である。
神戸西ICを境に北が山陽道支線（NEXCO管理）、南が神戸淡路鳴門道（JB本四高速管理）に分かれているために設置されている。料金所ではここまでの（JB本四高速管内）料金を精算し、山陽道方面の通行券を発券する。

## 料金所施設

### 上り線（山陽道方面）
- ブース数：
  - ETC専用2
  - 一般：10

## 隣
E2 山陽自動車道
(2)三木JCT - (1)神戸西IC
E28 神戸淡路鳴門自動車道（西神自動車道）
(1)神戸西IC/TB - (2)布施畑JCT/IC